# ビッグフィッシング
『ビッグフィッシング』は、サンテレビ制作の釣り情報番組。

## 概要
1984年10月12日に放送開始。開始当初の司会者は俳優の土屋嘉男とタレントの住田郁子。その後何人か入れ替わりがあるが、2023年4月現在は漫才師のオール阪神とタレントの片原恵麻（アシスタントとしては12代目）が担当している。また、レギュラー解説者として、釣り情報誌『釣りサンデー』の会長の小西和人と編集局長の今井浩次が出演。2003年11月に同誌が廃刊された（2004年9月に廣済堂から復刊）後も出演を続けているが、小西は2003年12月をもって勇退し、同じく『釣りサンデー』の記者だった森永誠が加わった。
番組の内容は、冒頭に最新の釣果情報を伝えた後、原則として3本の釣行VTRを放映し、レギュラー解説者とゲスト解説者が交代で司会者とのトークを繰り広げる。VTRが終わると、スタジオで手書きのフリップによる仕掛けの説明（たまに実物の仕掛けが登場することもある）があったが、2004年7月にはすべて静止画グラフィックによる説明に変わった。さらにその後、最新の釣果を紹介する。
番組の後半には、週代わりで魚を使った料理と釣具を紹介するコーナーもある。過去には番組の冒頭に「世紀末デスマッチ」という名前のコーナーがあった。
なお、本番組は放送当日の18時頃に収録するため、ほぼ無編集（撮って出し）の生放送に近い形で放送されている（年に数回事前に収録する週もある）。また、放送1000回を達成した2003年12月には、全編オーストラリアロケのスペシャル版が放送され、サンテレビのみ番組開始以来初めて放送時間が30分拡大された。
番組開始から6年目に、オール阪神が2代目の司会者に就任。オール阪神曰く、海外へ旅行に行ったとき自分が釣りをしている映像を撮影してそのテープをサンテレビへ売り込むことにより、初代司会者の土屋を降板に追い込むことに成功したという。
地上デジタル放送の導入にともない、2010年1月7日からは16:9のハイビジョン放送に移行した。
2010年4月1日からはオープニングCGや一部出演者が変更され、オープニングCGには当日の放送回（第○○回）が表示されるようになった。また、レポーターが3人登場した。

## 放送時間
| 放送対象地域   | 放送局               | 系列           | 放送日時           | 放送日の遅れ                                 |
| -------------- | -------------------- | -------------- | ------------------ | -------------------------------------------- |
| 兵庫県         | サンテレビ（製作局） | 独立UHF局      | 木曜 22:00 - 22:30 | 製作局                                       |
| 京都府         | KBS京都              | 独立UHF局      | 土曜 21:30 - 22:00 | 2004年頃まではサンテレビと同時ネットであった |
| 和歌山県       | テレビ和歌山         | 独立UHF局      | 金曜 24:05 - 24:35 |                                              |
| 三重県         | 三重テレビ           | 独立UHF局      | 土曜 05:40 - 06:10 |                                              |
| 神奈川県       | テレビ神奈川         | 独立UHF局      | 土曜 05:25 - 05:55 | 2020年10月3日放送開始。                      |
| 香川県・岡山県 | 西日本放送           | 日本テレビ系列 | 日曜 05:30 - 06:00 | 2023年4月23日放送開始。                      |
| 福岡県         | TVQ九州放送          | テレビ東京系列 | 日曜 05:00 - 05:30 | 2020年10月4日放送開始。                      |

- 内陸県の奈良テレビ、スカイ・Aなどでも放送実績がある。

### インターネット配信
| 配信元         | 更新日時           | 配信期間           | 備考           |
| -------------- | ------------------ | ------------------ | -------------- |
| 大阪チャンネル | 最新回および過去分 | 最新回および過去分 | 有料見放題配信 |

## 歴代司会者・アシスタント
- 初代司会者：土屋嘉男
- 2代目司会者：オール阪神　(1989年10月 ｰ )
- 初代アシスタント：住田郁子
- 2代目アシスタント：末広久子
- 3代目アシスタント：永田まり（降板後も度々ゲストとして出演）
- 4代目アシスタント：脇屋香名子
- 5代目アシスタント：魚瀬千聖（2004年4月 - ）
- 6代目アシスタント：浜田千春（2005年4月 - ）
- 7代目アシスタント：朝宮真由（2006年4月 - ）
- 8代目アシスタント：牧野晴歌（2010年10月 - ）
- 9代目アシスタント：白ヶ澤香織（2012年10月 - ）
- 10代目アシスタント：門脇佳奈子（元NMB48、NMB48時代にゲスト出演経験あり、2016年4月 - ）
- 11代目アシスタント：吉本美咲 (担当期間中はサンテレビの契約アナウンサー、2021年4月 - 2023年3月)
- 12代目アシスタント：片原恵麻 (2023年4月 - ) 
  - 魚瀬以降は1年ごとに入れ替わっていたが、朝宮は2006年度最後の放送（3月29日サンテレビ放送分）で卒業発表されなかった。
  - 2009年4月23日から同年5月14日までは朝宮が体調不良で欠席したため、もう1人のアシスタントである安陵真理子が司会アシスタントを担当した｡

## 解説
- 今井浩次（釣りジャーナリスト）
- 森永誠（釣りジャーナリスト）
- 安田明彦（ハローフィッシング 編集長）

## 主なゲスト
- 中村鋭一
- Mr.オクレ
- 近藤光史
- 南出正太郎（全日本チヌ釣り連盟 会長）
- 高橋光信
- 北川博敏
- 古久保健二

その他、関西の釣りクラブや釣り連盟の代表、阪神の交流のある芸人、力士、ボクサーなどが登場している｡